# بنو زيد
قبيلة بنو زيد قبيلة نجدية الموطن تتركز كثافة أفرادها في عالية نجد والوشم بالمملكة العربية السعودية ومع نجديتها وغلبة ذلك عليها إلا أن هناك أسرًا عدة منها تفرقت في بقية أرجاء المملكة في القصيم والأحساء وكذلك بقية الجزيرة العربية فهناك أسرة صغيرة في سلطنة عمان من البواردي وعوائل عدة في الكويت وأسرة من الصالح في البحرين وكذلك أسر في العراق بالتحديد في مدينة الزبير إلا أن كل من كانوا في العراق رجعوا.

## النسب
اختلف في نسب قبيلة بني زيد الكريمة على عدة أقوال منها:
- القضاعية:
  - القول الأول ينسبهم إلى ( قضاعة ) وقال به عدد من النسابين والعلماء مثل: الشيخ صالح بن عثمان القاضي.[1] عبد الرحمن المغيري، الشيخ محمد بن عبد الله البليهد، الشيخ محمد بن علي البيز، الشيخ محمد بن علي ال عبيّد، الشيخ عبد الله بن عبد الرحمن البسام، الشيخ حمد بن إبراهيم الحقيل، الشيخ بكر بن عبد الله أبو زيد.[2] عبد الرحمن بن عبد الله الشقير، أمين الريحاني.[3] المستشرق أوبنهايم.[4] الدكتور محمد سعد الشويعر.[5] والمؤرخين محمد بن سعد النهاري.[6] ومحمد سليمان الطيب.[7] وغيرهم.[2][7][8][9]
- التميمية:
  - القول الثاني ينسبهم إلى قبيلة ( بنو تميم ) وقال به بعض النسابين مثل: الشيخ محمد بن عبد الله الفنتوخ وابنه عبد الله الفنتوخ، الرحالة جون فلبي،[10] الرحالة لويمر.[11] ومؤرخ الأحساء محمد آل عبد القادر.[12] المستشرق كورانسية.[12] وغيرهم.[13]
- قحطان:
  - القول الثالث ينسبهم إلى ( عبيدة قحطان ) وقال به بعض النسابين مثل: الشيخ عبد الله أبو بكر ومحمد الأصيقع. وقد نسبهم إلى قحطان دون تفصيل بعض النسابين مثل: الشيخ إبراهيم بن صالح العيسي، الشيخ سعد بن جنيدل.[14] الرحالة أمين الريحاني.[15] والرحالة أوبنهايم.[16] والرحالة تشارلز دواتي.[17] وحمد الجاسر.[18] ومحمد الاصيقع.[19] وغيرهم.[20]

## معاركهم

### وقعةالشعراء
والتقوا هناك في شهر شعبان وبقوا هنالك حوالي شهر يرمون بالمدافع والقنابل واستداروا عليها بالعساكر وجعلوا بين رصاص المدافع سلاسل من حديد وربطوا فيها ضلوع الحديد وضربوا بها الجدار إلا أنهم لم يفلحوا فعُقِرت جمالُهم التي تجر المدافع وقُتِل منهم خمسون رجلاً، فرحل الشريف غالب هو وأخوه على فشل. وفيها يقول صعب بن عبد الله. من قبيلة بنو زيد وجد أسرة الصعب. 

### وقعة الفروق (1910م/1328 هـ)
حدثت عام 1328هـ حيث كانت القافلة متجهة من شقراء إلى الأحساء وعندما وصلوا إلى مكان يسمى الفروق بالقرب من الاحساء كان قد كمن لهم مجموعة من إحدى قبائل البادية المستقرة في تلك المناطق ولم يعلم أفراد القافلة إلا والرصاص ينهمر عليهم بعد شروق الشمس، فثبتوا طيلة النهار حتى انكسر خصومهم آخر النهار بعد أن قتل منهم عدة رجال وفي مقدمتهم اثنان من أبناء زعيمهم (مجهار) وابن اخيه.
أما أهل شقراء فقتل منهم أربعة رجال وهم: عبد الله بن مقرن، وسعد بن مهنا، وابن ربيعة، وعبد الله الهويشل. ومما ينقل عن أصداء هذه المعركة أن الأمير عبد الله بن جلوي بن تركي آل سعود بعد دخول الأحساء قد ذكر هذه المعركة أكثر من مرة لما فيها من كسر لحدة البادية.

### معركة سوفة (1901م/1319 هـ)
حدثت عام 1319هـ حيث قامت إحدى قبائل البادية بأخذ إبل وغنم أهالي بلدة الشعراء ولم يكن حولها سوى الرعاة الذين عادوا ليخبروا الأهالي بما حدث. وكعادتهم في مثل هذه الأحداث تجمعوا على الفور واقتفوا أثرهم وأدركوهم ظهر اليوم التالي عند سوفة وتفاجأوا بكثرتهم حيث ذكرت المؤرخ سعد الجنيدل بأن عددهم يفوق 300 رجلٍ بينما كان عدد من خرجوا في أثرهم من أهل الشعراء أربعين رجلاً فقط. يقول الشاعر عبيد بن هويدي: 
فدارت معركة حامية من وقت الظهر إلى نهاية النهار استطاعوا فيها قتل أحد شيوخهم (الرصيعي) وعدد من المعتدين غالبيتهم ماتوا في طريق عودتهم في النفود بعد أن حملهم رفاقهم أثناء هروبهم، بالإضافة إلى أسر شيخهم ابن خرصان، وكان حلول الظلام سبباً في نجاة من بقي منهم. وقتل من أهل الشعراء أبو عبيد من الحراقيص.

يقول الشاعر حمد بن سالم بن يحيوي:

### وقعة عرجاء
وتعود أحداثها إلى الفترة بين عامي 1325 – 1330 هـ، حيث قامت إحدى قبائل البادية بأخذ غنم أهل الدوادمي فخرجوا في أثرهم وأدركوهم عند عرجاء، واستطاعوا هزيمتهم واستعادة أغنامهم وقتل اثنين من المعتدين أحدهما شقيق شيخهم حجاب.
وبعد انتصارهم وعودتهم إلى الدوادمي أرسل سعد بن ناصر بن ضويان قصيدة إلى أحد شيوخ هذه القبيلة يخبره بأن شيخهم (حجاب) هو من خان العهد وأنه قد نال جزاء خيانته. من أبياتها:

### هية محسن
وقعت عام 1300هـ تقريباً، وتعود أحداثها إلى قيام جمع من إحدى القبائل بنهب غنم أهل الدوادمي، وما أن علم أهل البلد بذلك حتى خرجوا في أثرهم وأدركوهم عند أحد الهضاب القريبة من الدوادمي واستطاعوا قتل شيخهم (محسن) وهرب رفاقه لينجوا بأنفسهم تاركين خلفهم ما نهبوه من الغنم ليعود بها أهل الدوادمي إلى بلدهم، وقتل من أهل الدوادمي سعد بن رشيد، وأصيب أبو زيد. وبعد عودتهم أرسل شاعر الدوادمي منيّع القعود قصيدة للمعتدين يخبرهم فيها بأنه كان ينوي تحذيرهم مما حصل لهم قبل وقوعه، وهذه بعض أبيات القصيدة:

### جنوب الشعراء
تعود أحداث هذه المعركة إلى نهاية القرن الثالث عشر تقريباً حيث كانت إحدى قبائل البادية تتحين الفرصة للسطو على إبل وغنم أهل الشعراء في مراعيها جنوب بلدة الشعراء، وفي إحدى الليالي كان الفارس والشاعر سعد بن حمد بن ضويان خارجاً للصيد جنوب الشعراء وشاهد جمعهم، فعاد إلى البلد وخرج بمجموعة من الرجال وهاجموهم ليلاً محدثين بعض الإصابات في جيشهم قبل أن يتمكنوا من الهرب. وأرسل سعد بن حمد بن ضويان قصيدة يتوعد فيها شيخهم ابن هايف من أبياتها:

### وقعة السيل
وقعت في الثالث من محرم عام 1305هـ عند عودة حاج الوشم من مكة حيث قابلهم جمع من قبيلة هذيل ودارت بينهم معركة قتل فيها عبد العزيز الجميح من بني زيد، وبعد نهاية المعركة وقبل وفاته جاءه رفاقه وهو متأثر بإصابته ومعهم اثنان من خصومهم تم أسرهم في المعركة وقالوا له بأن هؤلاء سدادك. فقال إن الموت مصير كل حي وليس أفضل من أن ألقى الله بغبار الحج، وإني أشهد الله ثم أشهدكم على أنني قد أعتقتهم لوجه الله.
ورثاه صديقه الفارس والشاعر سعد بن حمد بن ضويان بقصيدة طويلة منها:

### هيّة بنيدر
تعود أحداثها إلى العشر الأواخر من رمضان عام 1328هـ حيث قام جمع كبير من البادية يزيد عن 200 رجل بأخذ غنم أهل الدوادمي فاجتمع حوالي 30 رجلا من أهالي الدوادمي وتبعوا أثرهم ولحقوا بهم في الجنوب الغربي من نفود السر بالقرب منالحفيرة، فهاجموهم ليلاً واستطاعوا قتل شيوخهم بنيدر وابن شوفان وإصابة ثالث. وقال شاعر الدوادمي قصيدة منها:

## بعض أعلام القبيلة
من بين الأعلام المنتسبين لبنو زيد ما يلي:
- المؤرخ إبراهيم بن صالح بن عيسى.
- المؤرخ عثمان بن عبد الله بن عثمان بن بشر.
- الشيخ: ناصر بن سعود العيسى الملقب بشويمي  (1285هـ - 1350هـ).
- الشيخ الدكتور عبد الله بن عبد الرحمن بن جبرين - عضو الإفتاء سابقا.[25]
- الشيخ: بكر بن عبد الله أبو زيد - رئيس مجمع الفقه الإسلامي الدولي. وعضو هيئة كبار العلماء سابقاً.[26]
- الشيخ: محمد السبيّل - عضو هيئة كبار العلماء وإمام وخطيب المسجد الحرام.[27]
- الشيخ: عمر بن محمد السبيل - إمام وخطيب المسجد الحرام.
- الشيخ: عبد الله بن سليمان المنيع - عضو هيئة كبار العلماء. ومستشار في الديوان الملكي.[28]
- الشيخ: عبد العزيز الراجحي - عالم بالعقيدة والفقه.
- الشيخ: سعود بن إبراهيم الشريم - إمام وخطيب الحرم المكي الشريف.[29]
- القاضي: محمد بن علي البيز.
- الشاعر النجدي: سليمان بن شريم.
- سعد بن إبراهيم أبو معطي: كان مدير عام التعليم في وزارة المعارف وشاعرًا.
- صالح بن عبد العزيز الراجحي: رجل أعمال.
- سليمان الراجحي: رجل أعمال.
- محمد عبدالعزيز الراجحي: رجل أعمال.
- وزير العدل السعودي السابق: محمد بن عبد الكريم العيسى
- الشيخ عبدالعزيز بن محمد السدحان: داعية سعودي.
- عمر الزيد: متخصص في الفرق والمذاهب.
- عادل المقرن: أستاذ للمناعة وكرم من قبل الملك عبد الله.[30]